# 영오면
영오면(永吾面)은 대한민국 경상남도 고성군에 있는 면이다. 고성군의 최북단에 위치한 내륙 지역으로서 북서쪽에는 진주시 금곡면과 경계하고, 대전통영고속도로 연화산 나들목이 소재하는 교통 요충지의 지리적 여건으로 인하여 교육, 문화, 경제적으로 진주 지역과 내왕이 잦다. 일찍이 야산 개발이 잘되어 밤의 주산지이며 또한 과수재배가 활발하여 질 좋고 맛있는 배와 감이 많이 생산되고, 기름진 농토와 수리시설이 잘되어 호박, 고추 등 특작 재배기술의 발달로 태극호박 등 고품질 농산물이 연중 대도시로 출하되며, 특히 낙농을 주로하는 축산의 발달로 1차산업의 전 부문을 망라하고 있다.

## 연혁
- 1870년 조선 고종 7년 용남군 편입
- 1895년 조선 고종 32년 진주부에 속함
- 1906년 광무 10년 영이곡면과 오읍곡면이 고성군으로 속함
- 1914년 3월 1일 행정구역 개편에 따라 영오면으로 개칭
- 1982년 1월 면청사를 영대리에서 영산리로 이전[2]

## 행정 구역
- 영산리
- 영대리
- 오서리
- 오동리
- 성곡리
- 연당리
- 양산리

## 교육
- 영오초등학교
- 영오초등학교 영동분교 (폐교) : 영오면 영회로 651 (연당리)
- 영천중학교
- 영진고등학교 (폐교) : 영오면 영회로 2 (오서리)